# Kronika zapowiedzianej śmierci
Kronika zapowiedzianej śmierci (hiszp. Crónica de una muerte anunciada) – powieść Gabriela Garcíi Márqueza, opublikowana w języku hiszpańskim w 1981 roku.

## Zarys fabuły
Głównym bohaterem powieści jest Santiago Nasar, o którym od początku książki wiadomo, że ma zostać zabity. Mordercy - bracia Vicario - zgodnie z niepisanym prawem zemsty muszą stanąć w obronie honoru swojej siostry, która rzekomo straciła dziewictwo przez Nasara. Ludność miasteczka, w którym rozgrywa się akcja powieści, doskonale wie o planach bliźniaków Vicario, jednak nie reaguje, a tym samym pozwala na śmierć Nasara.

## Ekranizacja
W 1987 włoski reżyser Francesco Rosi zekranizował Kronikę zapowiedzianej śmierci. Film uzyskał nominację do nagrody Złotej Palmy w konkursie głównym Międzynarodowego Festiwalu Filmowego w Cannes.